# Rahuning Jae
Rahuning Jae is een bestuurslaag in het regentschap Padang Lawas Utara van de provincie Noord-Sumatra, Indonesië. Rahuning Jae telt 127 inwoners (volkstelling 2010).